# 西江
西江是中國大陸南方珠江水系的第一大支流，發源雲南，流經廣西廣東，聯繫兩廣，是一條黃金水運線。

## 地理
位于中国华南地区，是珠江的主干流，发源于云南省曲靖市沾益县马雄山东麓，在廣西壯族自治區梧州市入廣東西地，再至广东省佛山市三水区思贤滘与北江相汇后注入珠江三角洲下游，主流最后經廣東省江門市大广海湾经济区流入珠海市磨刀门注入南海。从源头至思贤滘，干流全长2075千米，平均比降0.58‰，流域面积35.31万平方千米。流域涉及中国云南、贵州、广西、广东和湖南5省（区）以及越南东北部部分地区。西江孕育了岭南文化，江门、佛山、肇庆、梧州、贵港、南宁等西江流域15个城市是西江领域文明的见证。

## 干流概况

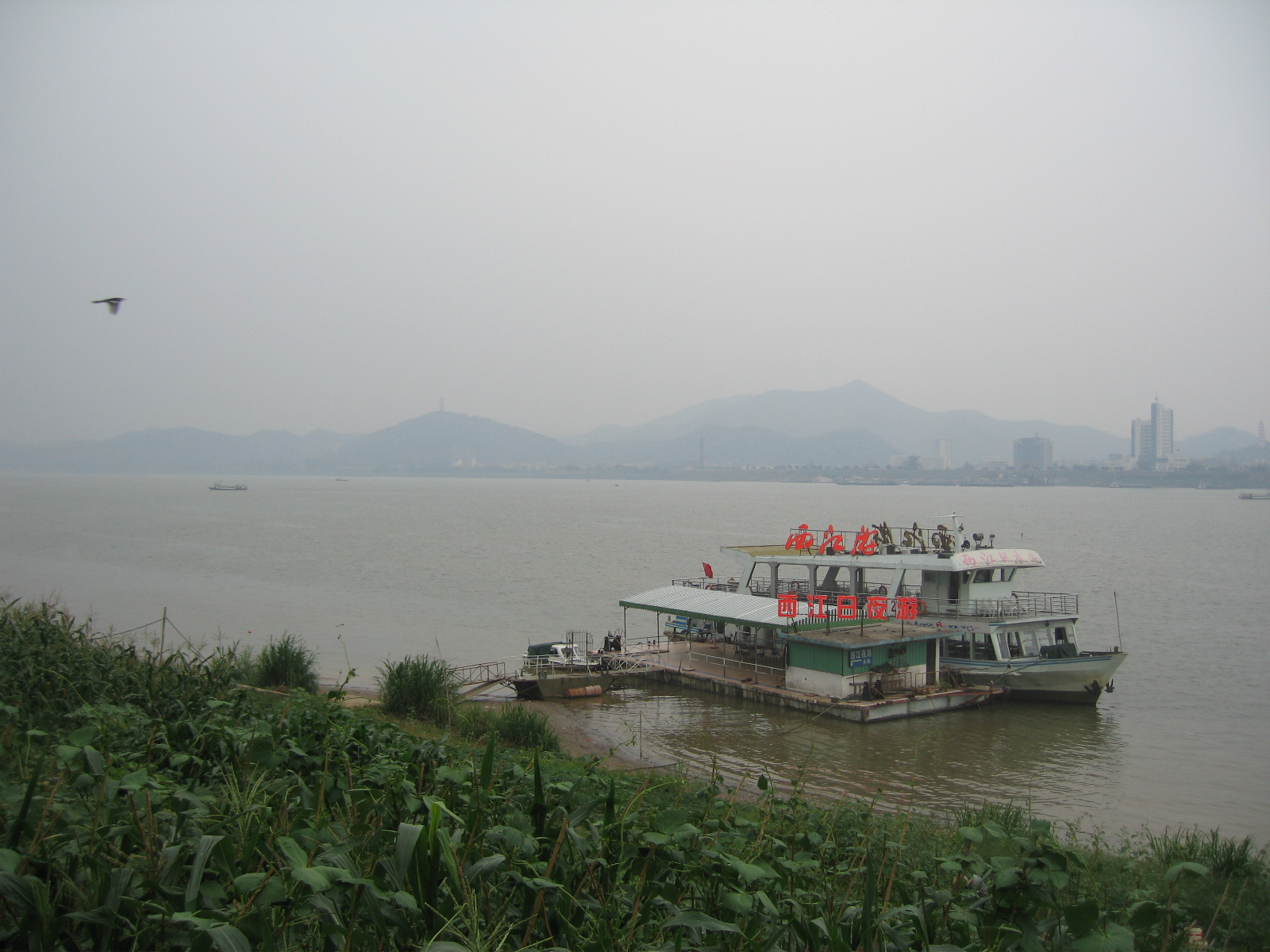
西江广东肇庆河段，对岸为高要

西江干流自源头至与北江汇合口，自上而下分为南盘江、红水河、黔江、浔江和西江5个河段。
干流自源头至贵州省望谟县蔗香乡双江口（左岸支流北盘江汇入处）为南盘江，区间集水面积56880平方千米，长914千米，河道平均比降1.74‰。
自贵州望谟双江口至广西壮族自治区象州县石龙镇三江口（左岸支流柳江汇入处）为红水河，区间集水面积52699平方千米，长659千米，河道平均比降0.38‰。
自象州县石龙镇三江口至桂平市（右岸支流郁江汇入处）为黔江，区间集水面积2210平方千米，长122千米，河道平均比降0.06‰。
自桂平市至梧州市（左岸支流桂江汇入处）为浔江，区间集水面积20570平方千米，长172千米，河道平均比降0.1‰。
广西梧州市以下称西江，区间集水面积43860平方千米，长208千米，河道平均比降0.09‰。
自廣東省佛山市三水區至澳門特别行政區南海为下游。

下游流經潮連島一帶（右岸支流蓬江滙入處）為江門河，流入崖門水道出海。長23千米，河道平均比降0.5‰。

## 流域概况
西江流域北以南岭、苗岭山脉为界，西北以乌蒙山为界，西以梁王山与长江流域分界，西南以哀牢山与元江-红河流域为界，南以十万大山、六万大山、云开大山、云雾山脉等与桂、粤沿海诸河分界，东以萌渚岭与北江分界。流域总面积35.31万平方千米，占珠江流域总面积的77.8%，其中中国境内面积34.15万平方千米，越南境内1.16万平方千米。
流域地势总体是西北高、东南低。上游南盘江段位于云贵高原和高原斜披区，岩溶发育；红水河和黔江段位于高原斜坡和中低山丘陵盆地区，岩溶发育成溶洼峰从、峰林洼地和峰林平原；浔江和西江段位于低山丘陵盆地区，岩溶发育成孤峰溶原。
流域属亚热带气候区，气候温和，雨量充沛。年均气温14～22℃，年均降水量1370毫米，年均蒸发量900～1600毫米。年均径流量2300亿立方米，约占珠江流域年径流量的68.5%。径流主要来自降水。

## 社会经济
中国境内西江流域总人口6132万（2000年），占珠江流域人口的63.9%。其中农业人口5092万。流域内少数民族占总人口的20%以上，主要分布在中上游地区，其中以壮族人口最多，约占全流域少数民族总人口的70%。流域内耕地面积666万公顷，以种植粮食作物为主。
西江上游地区为中国主要的有色金属和烤烟产地，也是中国南方最大的煤炭产区和铝、电基地；中下游为珠三角地區，是中国大陆第二大蔗糖和亚热带水果基地。
此外，澳門自來水公司與珠海市政府合作，於西江磨刀門設立水利設施，為澳門提供絕大多數食水，與供應香港的東深供水工程相若。